# Silver Creek (Nebraska)
Silver Creek es una villa ubicada en el condado de Merrick en el estado estadounidense de Nebraska. En el Censo de 2010 tenía una población de 362 habitantes y una densidad poblacional de 506,41 personas por km².

## Geografía
Silver Creek se encuentra ubicada en las coordenadas 41°18′52″N 97°40′2″O / 41.31444, -97.66722. Según la Oficina del Censo de los Estados Unidos, Silver Creek tiene una superficie total de 0.71 km², de la cual 0.71 km² corresponden a tierra firme y (0.36%) 0 km² es agua.

## Demografía
Según el censo de 2010, había 362 personas residiendo en Silver Creek. La densidad de población era de 506,41 hab./km². De los 362 habitantes, Silver Creek estaba compuesto por el 98.62% blancos, el 0% eran afroamericanos, el 0.28% eran amerindios, el 0% eran asiáticos, el 0% eran isleños del Pacífico, el 1.1% eran de otras razas y el 0% pertenecían a dos o más razas. Del total de la población el 3.59% eran hispanos o latinos de cualquier raza.